# Sant Martí de Llémena
Sant Martí de Llémena est une commune de la province de Gérone, en Catalogne, en Espagne dans la comarque de Gironès.

## Personnalités
- Josep Puig, ancien footballeur du FC Barcelone.